# إيفان دويغ
إيفان دويغ (بالإنجليزية: Ivan Doig) (27 يونيو 1939، وايت سولفر سبرينغز في الولايات المتحدة - 9 أبريل 2015، سياتل في الولايات المتحدة)؛ روائي أمريكي.